# Anna Maria (Floryda)
Anna Maria – miasto w Stanach Zjednoczonych, w stanie Floryda, w hrabstwie Manatee, na wyspie Anna Maria Island.